# 阿爾斯沃思港 (阿拉斯加州)
阿爾斯沃思港（英語：Port Alsworth）是位於美國阿拉斯加州湖泊-半島自治市鎮的一個非建制地區和人口普查指定地區。根據2010年美國人口普查，該地人口為159人，而該地的面積約為59.20平方千米。

## 地理
阿爾斯沃思港的座標為60°12′30″N 154°18′24″W / 60.20833°N 154.30667°W，而該地的平均海拔高度為77米（即253英尺）。